# Germán Paredes García
Germán Paredes García (La Corunya, ¿1906? - Madrid, 3 de juliol de 1941) va ser un militar espanyol que va participar en la Guerra civil.

## Biografia
Membre de les JSU, després de l'esclat de la Guerra civil es va allistar voluntari per a combatre i temps després ja manava un batalló de la 31a Brigada Mixta.
Després del fracàs de l'ofensiva de Segòvia, Paredes García va passar a manar la 31a Brigada Mixta. Durant els següents mesos la unitat es va sotmetre a una reorganització i no va intervenir en combats. Al maig de 1938 es va formar la 200a Brigada Mixta i Germán Paredes va rebre el comandament de la nova unitat. El gener de 1939 va liderar un fallit atac en el Front del Centre, en suport d'una ofensiva a Extremadura, que va resultar un gran fracàs.
Durant el Cop de Casado, Paredes García va ser detingut i empresonat per les forces casadistas. Després del final de la contesa, va ser capturat pels franquistes, jutjat al costat d'altres militars republicans de l'anomenat "Expedient de la Junta de Casado", com Guillermo Ascanio Moreno, i afusellat a Madrid el 3 de juliol de 1941.